# Deto (metropolitana di Osaka)
Deto (出戸駅?, Deto-eki) (T34) è una stazione della metropolitana di Osaka situata nel quartiere di Hirano-ku.

## Struttura
La stazione è dotata di una manchina centrale con due binari sotterranei.
| 1 | Linea Tanimachi |  | per Yaominami                                     |
| 2 | Linea Tanimachi |  | per Tennōji, Higashi-Umeda, Miyakojima e Dainichi |

## Stazioni adiacenti
| «               | Servizio        | »               |
| Linea Tanimachi | Linea Tanimachi | Linea Tanimachi |
| --------------- | --------------- | --------------- |
| Kire-Uriwari    | Locale          | Nagahara        |